# ميثاق دلهي
ميثاق دلهي أو ميثاق نهرو ـ لياقات هو ميثاق عُقد في 8 نيسان 1950 م بين رئيس وزراء الهند جواهر لال نهرو و رئيس وزراء باكستان لياقات على خان إثر قَطع العلاقات الاقتصادية بين البلدين في كانون الأول 1949 م ونزوح آلاف الهندوسيين من باكستان الشرقية (بنغلاديش اليوم) إلى الهند، وآلاف المسلمين من البنغال الغربي إلى باكستان الشرقية، خلال عام 1950 م.
أكّد الميثاق على حقوق الأقليات في البلدين، وكان من نتائجه عودة كثير من النازحين إلى ديارهم.